# Charles King (friidrottare)
Charles M. King, född 10 december 1880 i Senatobia i Mississippi, död 19 februari 1958 i Fort Worth i Texas, var en friidrottare (hoppare) från USA.
Vid OS 1904 vann han silvermedalj både i stående längdhopp och stående tresteg.